# NGC 2189
NGC 2189 é um aglomerado aberto na direção da constelação de Orion. O objeto foi descoberto pelo astrônomo Trumam Safford em 1863, usando um telescópio refrator com abertura de 15 polegadas. 